# Parabola dell'uomo forte
La parabola dell'uomo forte (anche parabola del ladro o parabola dell'uomo potente) è una delle parabole  di Gesù che si trova in tutti e tre i vangeli sinottici (Marco 3,27, Matteo 12,29, Luca 11,21-22) e nel Vangelo di Tommaso (35).

## Testo
Nel Vangelo secondo Marco, il primo a essere composto, questa parabola è inserita all'interno della controversia su Belzebù: Gesù è entrato in una casa, e la folla che si raduna fuori gli impedisce di uscire; allora i suoi parenti vengono a prenderlo, dato che lo considerano fuori di sé. Gli scribi provenienti da Gerusalemme accusano Gesù di esorcizzare in accordo con Belzebù e Gesù ribatte dicendo che Satana non può scacciare Satana, e aggiungendo:
(Vangelo secondo Marco, 3,27)
Nel Vangelo secondo Matteo, controversia e parabola sono inserite nel contesto dei contrasti con i farisei: Gesù scaccia il demonio da un cieco e muto, che poi guarisce in modo che veda e parli, e i farisei lo accusano di scacciare i demoni con l'aiuto di Belzebù. Gesù nega che Satana possa scacciare Satana, e aggiunge:
(Vangelo secondo Matteo, 12,29)
Anche nel Vangelo secondo Luca Gesù ha scacciato il demonio da un muto, che poi guarisce in modo che parli, ma alcune persone non meglio identificate tra la folla lo accusano di scacciare i demoni con l'aiuto di Belzebù, chiedendogli un segno dal cielo per metterlo alla prova. Gesù nega che Satana possa scacciare Satana, e aggiunge:
(Vangelo secondo Luca, 11,21-22)
Come tipico di questo testo, il Vangelo secondo Tommaso riporta solo il detto, senza contesto:
(Vangelo secondo Tommaso, 35)

## Interpretazione
Nei vangeli sinottici questa parabola costituisce parte della controversia su Belzebù, quando gli oppositori di Gesù lo accusano di esorcizzare in accordo con Satana. Interpretato in questo contesto, l'uomo forte è Satana, e l'attaccante rappresenta Gesù il quale attacca il demonio per il bene degli altri, ridistribuendo quindi quanto egli ha indebitamente sottratto, dopo averlo sconfitto. Craig S. Keener suggerisce che la parabola sia da ricollegare al detto popolare "nessuno derubi un uomo forte", mentre Richard T. France e altri vedono la parabola come un'eco del Libro di Isaia:
I giusti, una volta prigionieri, potranno fuggire?
Sì, così dice il Signore: "Anche i prigionieri del forte verranno liberati,
e il bottino del tiranno fuggirà;
io combatterò contro chi ti combatte
e salverò i tuoi figli."»
(49,24–25, CEI)
È stato suggerito come "Belzebù" sia in realtà da tradurre con "casa di Ba'al", e che l'immagine della casa dell'uomo forte fosse da intedersi in questo modo.
Nel Vangelo di Tommaso, che non riporta il contesto della controversia con Belzebù, la parabola è stata interpretata come un mero suggerimento di "pianificare con attenzione e caparbia strategia" per raggiungere un obbiettivo anche più grande di sé.